# Christl Cranz
Christl Franziska Antonia Cranz-Borchers (* 1. Juli 1914 in Brüssel, Belgien; † 28. September 2004 in Steibis) war eine deutsche Skirennläuferin.
Cranz war die dominierende Läuferin der 1930er Jahre. Zwischen 1934 und 1939 wurde sie zwölffache Weltmeisterin. Bei den Olympischen Winterspielen 1936 in Garmisch-Partenkirchen siegte sie in der Alpinen Kombination. Diese bestand aus Abfahrt und Slalom, damals wurde nur diese Kombination gewertet (es gab keine separaten Alpinwettbewerbe, wie sie später ausgetragen wurden).

## Biografie
Cranz’ Familie flüchtete mit ihr nach Ausbruch des Ersten Weltkriegs von Belgien nach Traifelberg in der Nähe von Reutlingen. Auf den Hügeln der Schwäbischen Alb erlernte Cranz als Sechsjährige das Skifahren. Im Alter von neun Jahren gewann sie ihr erstes Rennen. Später siedelte die Familie nach Grindelwald und 1928 nach Freiburg im Breisgau um.
Neben ihrer Ausbildung zur Sportlehrerin und Philologin stieg Cranz in den 1930er Jahren zur prägenden Figur im alpinen Skirennsport auf. 1934 gewann sie den erstmals vergebenen Deutschen Meistertitel in der Kombination, bis 1941 wurden es dann insgesamt 15 deutsche Meistertitel. Außerdem wurde sie 1937 Österreichische Meisterin in der Kombination und 1938 Schweizer Meisterin in Slalom und Kombination. In ihrem früheren Wohnort Grindelwald gelangen ihr von 1937 bis 1939 sieben Siege bei den SDS-Rennen. 1937 wurde sie auch Siegerin in Slalom und Kombination bei den in Mürren ausgetragenen Arlberg-Kandahar-Rennen.
Bei den in St. Moritz ausgetragenen Skiweltmeisterschaften 1934 wurde Cranz zweifache Weltmeisterin im Slalom und in der Kombination. Nur in der Abfahrt musste sie sich der Schweizerin Anny Rüegg geschlagen geben und wurde Zweite. Diesen beiden Titeln folgten bis 1939 zehn weitere. Bei den Skiweltmeisterschaften 1935 in Mürren gewann sie Abfahrt und Kombination und wurde Zweite im Slalom. 1937 in Chamonix und 1939 in Zakopane gewann Cranz jeweils alle drei Damenwettbewerbe. 1938 in Engelberg gewann sie Slalom und Kombination und wurde Zweite in der Abfahrt. Bis heute ist sie mit zwölf Gold- und drei Silbermedaillen die erfolgreichste Sportlerin in der Geschichte der Alpinen Skiweltmeisterschaften. Fünf WM-Titel in einer Disziplin zu gewinnen, gelang in der Geschichte des Sports bisher nur Cranz in der Kombination.
Bei den Olympischen Winterspielen 1936 in Garmisch-Partenkirchen wurde sie Olympiasiegerin in der erstmals ausgetragenen Alpinen Kombination. Cranz war dabei in der Abfahrt zu Sturz gekommen und hatte dadurch 19 Sekunden auf die führende Norwegerin Laila Schou Nilsen verloren. Mit zwei herausragenden Slalomläufen auf dem Gudiberg holte sie ihren Rückstand auf und siegte am Ende vor ihrer Mannschaftskameradin Käthe Grasegger und Laila Schou Nilsen. Am 24. Juli 1936 sprach sie anlässlich der Kundgebung des Deutschen Schrifttums vor Beginn der Olympischen Sommerspiele in der Berliner Krolloper. Christel Cranz erschien in Publikationen des BDM als Idol.
Bei den Skiweltmeisterschaften 1941 in Cortina d’Ampezzo, die international nicht anerkannt wurden, errang Cranz zwei weitere Titel in der Abfahrt und in der Kombination sowie eine Silbermedaille im Slalom. Die Wettbewerbe waren damals offizielle Weltmeisterschaften und wurden erst nach Kriegsende beim Kongress des Internationalen Skiverbandes FIS in Pau annulliert. Es hieß, dass damals sowohl von Funktionärs- als auch Fahrerseite nur „Anpasser“ (turncoats) teilnehmen durften. Cranz beendete ihre Karriere als Rennläuferin nach den Weltmeisterschaften 1941.
Im Jahr 1943 heiratete Cranz Adolf Borchers. Nach Ende des Zweiten Weltkrieges wurde sie angeblich für acht Monate inhaftiert und anschließend zu elf Monaten Zwangsarbeit in der Landwirtschaft verpflichtet. Sie musste auch ihre Lehrtätigkeit an der Universität Freiburg aufgeben. 1947 floh sie in die amerikanische Zone nach Steibis. Dort gründete sie mit ihrem Mann eine Skischule, die sie gemeinsam bis 1987 leiteten, und betrieb das Skiheim Christl Cranz-Borchers unterhalb vom Hochgrat. Danach zog sich Cranz weitgehend aus dem öffentlichen Leben zurück. 1991 wurde sie in die Hall of Fame des internationalen Frauensports aufgenommen.
Nach einem Treppensturz kurz vor ihrem 90. Geburtstag war Cranz gesundheitlich angeschlagen. Kurz darauf starb sie in Steibis.
Ihr Nachlass befindet sich im Schwarzwälder Skimuseum in Hinterzarten.

## Erfolge

### Olympische Spiele
- Garmisch-Partenkirchen 1936: Gold in der Kombination

### Weltmeisterschaften
Alpine Skiweltmeisterschaften 1934 in St. Moritz
- Goldmedaille im Slalom
- Goldmedaille in der Kombination
- Silbermedaille in der Abfahrt

Alpine Skiweltmeisterschaften 1935 in Mürren
- Goldmedaille in der Abfahrt
- Goldmedaille in der Kombination
- Silbermedaille im Slalom

Alpine Skiweltmeisterschaften 1937 in Chamonix
- Goldmedaille in der Abfahrt
- Goldmedaille im Slalom
- Goldmedaille in der Kombination

Alpine Skiweltmeisterschaften 1938 in Engelberg
- Goldmedaille im Slalom
- Goldmedaille in der Kombination
- Silbermedaille in der Abfahrt

Alpine Skiweltmeisterschaften 1939 in Zakopane
- Goldmedaille in der Abfahrt
- Goldmedaille im Slalom
- Goldmedaille in der Kombination